# 周辺諸国経済開発協力機構
周辺諸国経済開発協力機構(タイ語:สำนักงานความร่วมมือพัฒนาเศรษฐกิจกับประเทศเพื่อนบ้าน:สพพ.、英語：Neighboring Countries Economic Development Cooperation Agency 英略称:NEDA）は、タイ王国内閣 財務省の監督下にある有償・無償援助を行うタイの国際協力機関。2005年発足。「近隣諸国経済開発協力機構」とも記述されることがある。

## 概要
周辺諸国経済開発協力機構は2005年5月16日に設置されたタイ財務省の監督下にある公共機関（独立行政法人）である。資金・技術援助を通じて人間資源開発、インフラ整備を進め、タイの周辺諸国が協調しながら経済開発協力を行っていくことを目的にしている。1995年、財務省に設立された周辺諸国経済開発協力基金（タイ語:กองทุนให้ความช่วยเหลือพัฒนาเศรษฐกิจแก่ประเทศเพื่อนบ้าน、英語：Neighboring Countries Economic Cooperation Fund:NECF）を前身とする。対象国は周辺国（カンボジア、ラオス、ミャンマー、ベトナム）に特定化されているが、ベトナムへの融資は2009年の時点でまだ行われていない。バーツ借款の他にも無償資金協力、技術協力も行っている。近年、組織が弱体化し、再建および強化が行われている。今後、バングラデシュ、スリランカなどへの事業の拡大が期待されている。

## 所在地
バンコク パヤータイ区  ラーマ6世通り 118/1 ティープゴー・タワー32階 （อาคารทิปโก้ ชั้น32 เลขที่ 118/1 ถนนพระรามที่ 6 เขตพญาไท กรุงเทพ 10400）  

## 部局
- 有償資金プロジェクト局（สำนักเงินกู้โครงการ）
- 政策企画局（สำนักนโยบายและแผน）
- 資金運用局（สำนักบริหารเงินทุน）
- 事務局（สำนักอำนวยการ）

## 融資実績
融資調達条件は、融資金利年1.5％、10年の据置を含み償還期間は30年。さらにタイ企業のタイド。2009年8月までに10案件で69億1,300万バーツ（188億円）の融資が行われた。主な事業は、ラオス・パクセ国際空港改良事業、ラオス・南北経済回廊改良（ボケオ‐ルアンナムター）、ラオス鉄道建設事業（ノーンカーイ－タナレン間）、カンボジア・南部海岸回廊改良など。

## 関連事項
- 財務省 (タイ)
- 外務省 (タイ)
- タイ国際開発協力機構
- タイ輸出入銀行